# Goupille de cisaillement

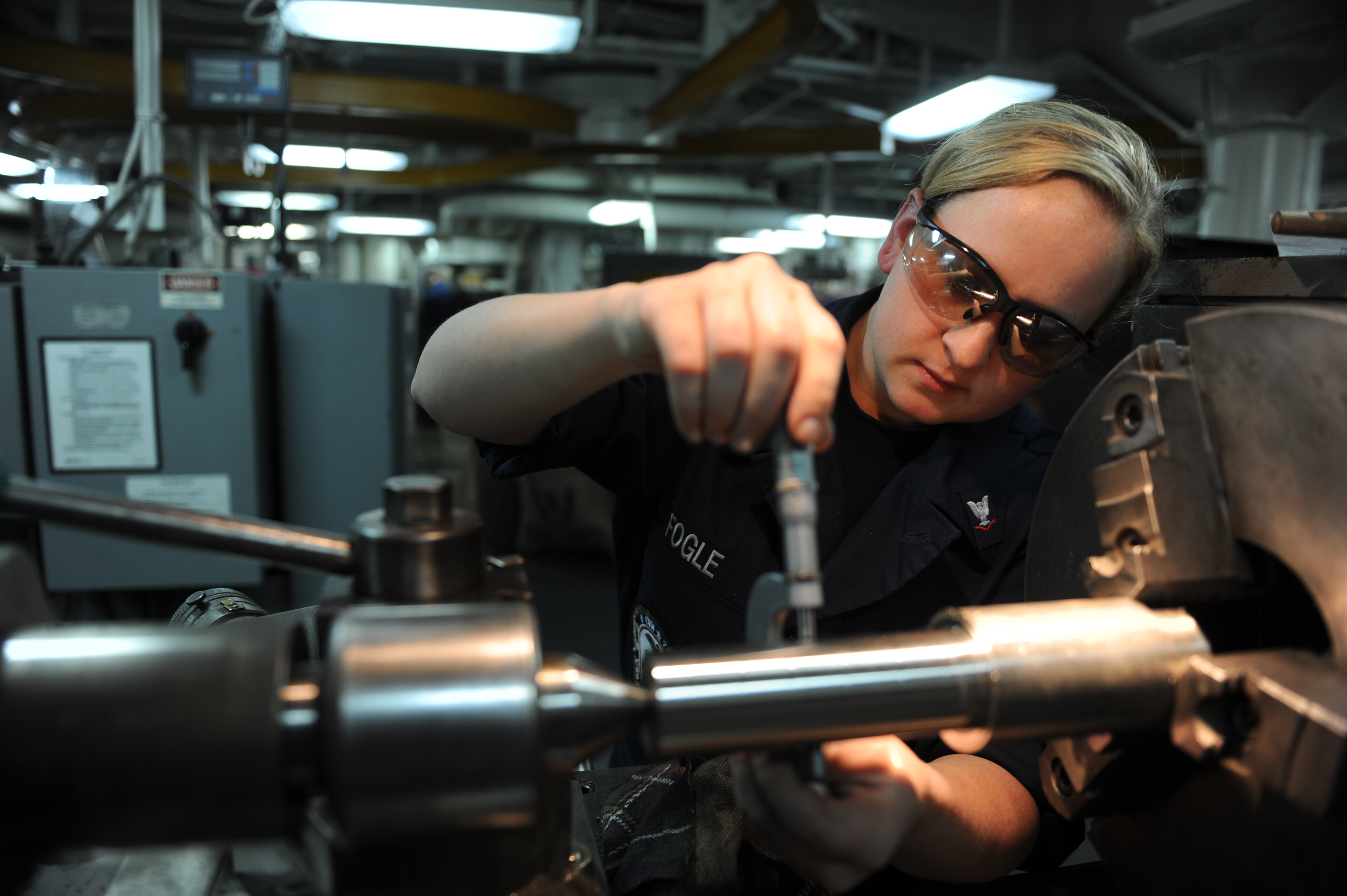
Marin d'un porte-avion de classe Nimitz mesurant le diamètre d'une goupille de cisaillement en cours de fabrication pour utilisation dans l'entrainement de l'hélice du navire

Une goupille de cisaillement (parfois boulon de cisaillement) est un élément essentiel d'un assemblage qui est conçu de façon à se rompre sous l'effet d'une force prédéterminée et permet ainsi de libérer les composants de l'assemblage avant que des dommages ne leur soit infligés. Elle a la même fonction dans un système mécanique que celui d'un fusible dans un circuit électrique.

## Description
La goupille est une tige de métal insérée dans l'axe d'un moyeu transmettant un mouvement rotation juste après une jonction avec un axe secondaire. Elle permet de fermer la connexion comme un boulon mais son diamètre est choisi afin de pouvoir céder lorsque la tension sur le joint est trop forte. Par exemple, la jonction peut transmettre la rotation de l'axe primaire en un mouvement de va-et-vient dans l'autre axe pour une scie ; lorsqu'un choc se produit en raison de la résistance du bois, la goupille se brise et la jonction se défait, permettant de ne pas endommager les composantes de la scie.
Ce genre de goupille est très utilisé dans les groupes moto-propulseurs tels ceux des souffleuses à neige et des hélices marines qui se déplacent dans un milieu de densité variable. Elles se trouvent aussi dans les attelages de « Pushback » pour avions commerciaux où la résistance au déplacement de l'appareil peut soudainement augmenter lors de la manœuvre.